# Предраг Спасић
Предраг Спасић (Крагујевац, 13. мај 1965) јесте бивши југословенски и српски фудбалер који је играо на позицији штопера.

## Клупска каријера
Спасић је рођен у Крагујевцу. Током богате фудбалске каријере, играо је за Раднички, Партизан, Реал Мадрид, Осасуну, Марбељу и Раднички Нови Београд, где се и пензионисао у 31. години.
Током свог боравка у Шпанији, Спасић је накупио 111 наступа и постигао је три гола. Дана 19. јануара 1991. године, док је још био у Реалу, Спасић је постигао ауто-гол у поразу од Барселоне 1 : 2 у гостима. Тадашњи навијачи су га сматрали за једног од најгорих појачања које је икада играло за Реал из Мадрида.

## Репрезентативна каријера
Спасић је први пут заиграо за национални тим 24. августа 1988. на пријатељском мечу против Швајцарске. Укупно је забележио 31 наступ за репрезентацију Југославије и постигао је један гол. Спасић је био део југословенског тима на Светском првенству 1990, где је одиграо свих пет утакмица.